# 虢射
虢射，允姓，春秋时期晋国大夫。虢射是小戎子的兄弟，小戎子是晋惠公夷吾的母亲。
晋国里克率军，梁由靡驾战车，虢射为车右，在采桑打败了狄人。里克没有追击，虢射说只要一年，狄人必会再来，不追击，就是示弱。前652年（周惠王二十五年、鲁僖公八年、晋献公二十五年）夏，为了报复采桑之战，狄人进攻晋国。晋惠公即位后，虢射辅佐外甥。梁玉绳《汉书人名表考》认为，晋献公攻灭西虢国之后，将土地赐予晋惠公之舅虢射作为食邑。虢射本为允姓，后因食邑于虢而以虢为氏。
前646年（周襄王六年、鲁僖公十四年、晋惠公五年、秦穆公十四年）冬，秦国发生饥荒，派人到晋国请求购买粮食。晋国不给。虢射认为晋惠公即位后，没有给秦国应许的河西之地，积怨已深。卖粮无法缓解两国关系，皮之不存，毛将焉附。即使给粮食，对怨恨不会有所减少，反而使敌人增加实力，不如不给。第二年，秦晋韩原之战，梁由靡为韩简驾车，虢射作为车右，迎战秦穆公的战车，获胜，将要俘虏秦穆公。这时，晋惠公也被围困，庆郑叫韩简、梁由靡、虢射救援国君，使得秦穆公走脱，秦国最终俘虏了晋惠公。《汉书·古今人表》将他定位七等下上。